# Sxetínkino
Sxetínkino (en rus: Щетинкино) és un poble del krai de Krasnoiarsk, a Rússia, que en el cens del 2010 tenia 223 habitants. Pertany al districte de Kuràguino.